# Твардіца
Тварді́ца (рум. Tvardița) — місто в Тараклійському районі Молдови, утворює окрему комуну. Розташоване у верхів'ях річки Киргіж-Китай.
В поселенні діють лікарня, школа-ліцей та восьмирічна школа, дитячий садочок «Ромашка», ДЮСШ, церква Святої Параскеви Сербської, будинок культури. В центрі розташований парк, біля церкви встановлено пам'ятник 150-річчю села, а біля будинку культури — Василю Левському. Серед підприємств працює виноробний та цегельний заводи.

## Відомі особистості
В поселенні народився:
- Георгій Калінков (1860—1926) — болгарський дипломат.